# Міська лікарня (станція метро)
47°57′02″ пн. ш. 33°26′56″ сх. д. / 47.9505° пн. ш. 33.4489° сх. д.
«Міська лікарня» — станція Криворізького метротраму. Відкрита 19 травня 2001 року. Приймає маршрути: 1М 2М 3М 4М.

## Опис
Підземні переходи до вестибюлів
Будівля станції
У ході будівництва станції колії були дещо пересунуті та з'явилася крива малого радіусу, в результаті чого трамваї змушені знижувати швидкість і розганятись вже від'їхавши від станції. Оскільки початок будівництва збігся с періодом фінансової нестабільності в Україні (1990-ті роки), на будівництві станції зекономили: в її конструкції використано вузькі й короткі (45 метрів) платформи, короткі навіси, що практично не захищають пасажирів від дощу; відсутнє перекриття над коліями. Для входу і виходу побудований підземний перехід ,вестибюль із касами й турнікетами розташований нагорі. 
Станція обслуговує жителів мікрорайонів Сонячний, Східний-2, Східний-3 і комплекс міської лікарні № 2.
В початковому проєкті 1972 року цієї станції не було. Необхідність у ній виникла вже після відкриття першої черги траси — тоді в проектній документації вона фігурувала як «Східна».

## Оголошення інформатора
- Обережно, двері зачиняються! Наступна станція "Міська лікарня". [Архівовано 15 листопада 2011 у Wayback Machine.]
- "Міська лікарня" [Архівовано 15 листопада 2011 у Wayback Machine.]